# Eugen Walaschek
Eugen Walaschek   (Moscou, 20 de juny de 1917 - Suïssa, 22 de març de 2007) fou un futbolista suís de la dècada de 1940.
Pel que fa a clubs jugà al Servette FC, BSC Young Boys i FC Étoile-Sporting. També jugà amb la selecció de futbol de Suïssa, amb la qual disputà la Copa del Món de futbol de 1938.
Posteriorment fou entrenador.